# إريك هولكومب
إريك هولكومب (بالإنجليزية: Eric Holcomb) هو سياسي أمريكي عضو في الحزب الجمهوري ولد في 2 مايو 1968، يشغل حالياً منصب حاكم ولاية إنديانا.